# Плотишно (Новгородська область)
Плотишно (рос. Плотишно) — присілок в Новгородському районі Новгородської області Російської Федерації.
Населення становить 4 особи. Входить до складу муніципального утворення Трубичинське сільське поселення.

## Історія
Від 2004 року входить до складу муніципального утворення Трубичинське сільське поселення.

## Населення
| 2010 |
| ---- |
| 4    |